# HD 80774
HD 80774，又名CD-37 5668，SAO 200257、HR 3716，是一颗恒星，视星等为6.05，位于銀經263.3，銀緯8.57，其B1900.0坐标为赤經9h 16m 28.5s，赤緯-37° 8.57′ 24″。